# Rawa Indah
Rawa Indah is een bestuurslaag in het regentschap Seluma van de provincie Bengkulu, Indonesië. Rawa Indah telt 1386 inwoners (volkstelling 2010).